# Shades Of Love (Hilfsorganisation)
Shades Of Love – The Himalayan and Andean Eyewear Project ist eine Hilfsorganisation aus München. Sie wurde 2009 von Jürgen Altmann gegründet und beschäftigt sich mit an Blindheit oder anderen Augenkrankheiten erkrankten Einwohnern in Hochgebirgsregionen. Die Organisation sammelt Sonnenbrillen, welche an Erkrankte und Betroffene gespendet werden. Außerdem werden Sonnenbrillen von vielen unterschiedlichen Sonnenbrillenherstellern gespendet. In einer Inklusionswerkstatt in Koblenz wird der UV-Schutz der Brillen geprüft und bei Bedarf auch eine Reparatur durchgeführt.

## Projekt
Nach mehreren Reisen in die nord-indische Himalaya-Region Ladakh startete Jürgen Altmann 2009 erstmals eine Sammelaktion in seinem Münchener Café. Mit Mitgründer Niklas Huppmann wuchs die Organisation dann weiter und erschloss unter anderem die Anden in Südamerika. Nachdem im ersten Jahr zunächst etwa 300 Sonnenbrillen gesammelt und im Himalaya verteilt wurden, wuchs das Projekt in den Folgejahren immer weiter, sodass nach Angabe der Organisation bis Oktober 2019 über 350.000 Menschen geholfen werden konnte. Das Projekt wird von Unternehmen und Optikern unterstützt. Sammelstellen gibt es mittlerweile in ganz Europa.
Die Verteilung findet meist per Motorrad statt, sodass auch abgelegene Dörfer erreicht werden können. Bislang arbeitet die Organisation in Bolivien, Peru, Chile, Indien und Nepal.
Mittlerweile gibt es offizielle Kooperationen mit Regierungen einzelner betroffener Länder.
Neben dem Sammeln von Sonnenbrillen unterstützt Shades Of Love unter anderem auch mobile Krankenhäuser im Himalaya, welche jährlich Erkrankte und Erblindete operieren und heilen.

## Hintergrund
Durch die ganzjährig intensive Sonneneinstrahlung in den Höhenregionen ist laut Shades Of Love die Bevölkerung in Ladakh zu 80 Prozent von Augeninfektionen betroffen. Alle 300 Höhenmeter steigert die Ultraviolettstrahlung um 4 Prozent. Die Bewohner der Gebirgszüge befinden sich teilweise in Höhen um die 2500–6500 m, dort ist die UV-Strahlung viel höher als auf Meeresspiegelniveau. Im Himalaya werden dementsprechend ganzjährig UV-Indizes von über 9 vorgefunden. Das Ozonloch verstärkt diese Wirkung. Auch im Winter sind sie davor nicht verschont, da der Schnee die UV-Strahlen reflektiert. Selbst Wolken schützen nicht vor der UV-Strahlung. Menschen, die erkrankt sind, können ihren Familien nicht bei der Feldarbeit helfen. Dadurch fallen Arbeitskräfte weg und die anderen Familienmitglieder müssen mehr arbeiten, um den Ausfall zu kompensieren. Die betroffenen Personen werden auch als „Mäuler ohne Hände“ bezeichnet. Betroffen sind Menschen beispielsweise in Ladakh in Indien. Sonnenbrillen mit einem UV-Schutz 400 können das Erkrankungsrisiko erheblichst beschränken.
In den Polarregionen entstehen die Augenprobleme nicht durch die Höhe, sondern durch Schneeblindheit. Diese Krankheit nennt sich Photokeratitis. Diese entsteht durch die UV-Doppelbelastung durch Schnee, aber auch Wasser.
Als Konsequenz der ungeschützten Augen und den schädlichen Bedingungen in Hochgebirgs- und Polarregionen erblinden viele Erkrankte und können ihrer Arbeit nicht nachgehen. Dies hat soziale und ökonomische Auswirkungen auf die Haushalte und Gebiete. Kinder müssen ihre Eltern teilweise früh auf dem Feld ersetzen, aufgrund dieser Augenkrankheiten.
Hochschätzungen zufolge kann man den Bedarf an Sonnenbrillen in Hochgebirgsregionen auf bis zu 100 Millionen beziffern. In den Anden, dem Himalaya, aber auch im Hindu Kush, dem Pamir, dem Altai, dem tibetischen Hochplateau, dem Karakorum,  sowie in Sibirien und Grönland gibt es Bedarf nach Augenschutz.

## Auszeichnungen
ISPO 2016 – „Best Brand For Good Award“